# Sergio Vigil
Sergio Vigil, zvan "Cachito", (Buenos Aires, 11. kolovoza 1965.) je bivši igrač u argentinski hokeju na travi koji je kasnije postao trenerom u tom športu.

1997. je postao izbornikom argentinske izabrane djevojčadi na OI 2000. u Sydneyu, pod čijim je vodstvom argentinska reprezentacija osvojila srebrno odličje.
Pored toga, Vigil je vodio "Lavice" do zlatnih odličja na svjetskom kupu 2002., Trofeju prvakinja 2001. i Panameričkim igrama 1999.
Vigil je počeo igrati hokej kad je imao devet godina, jer je njegov otoac volio taj šport i on je bio taj koji ga je odveo u klub. Nakon OI 2004. u Ateni je otišao s izborničkog mjesta argentinske djevojčadi i preuzeo je argentinsku izabranu momčad, naslijedivši izbornika Jorgea Ruiza.